# Journalisme politique

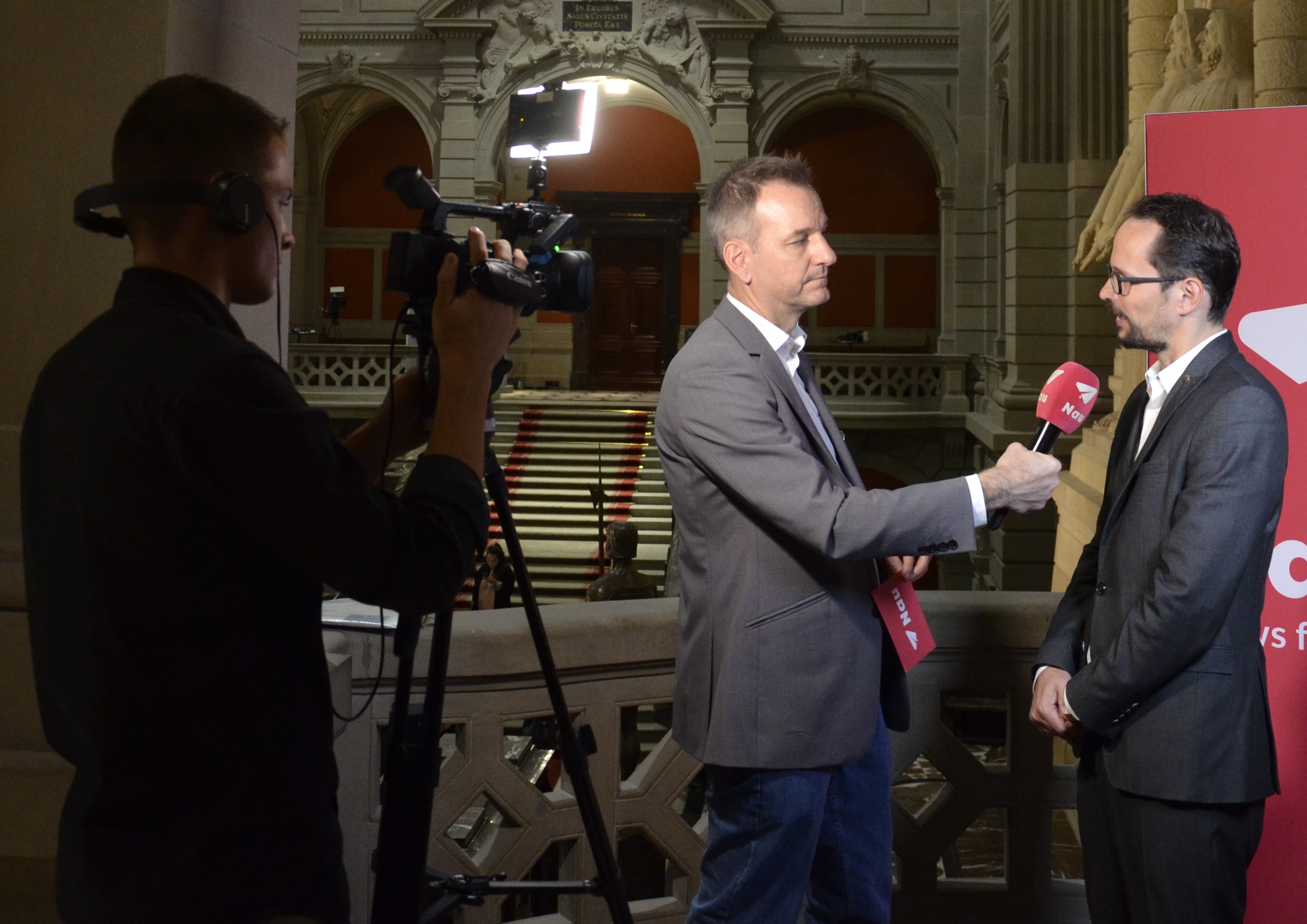
Interview du politicien Balthasar Glättli au parlement suisse en 2019.

Le journalisme politique est une forme de journalisme qui se consacre à la couverture de l’actualité politique et de la vie publique.
Il peut couvrir l'actualité sur différent contenu comme la presse audiovisuelle, la presse écrite papier ou la presse internet sur un site web.

## Historique
Le sociologue Erik Neveu distingue quatre phases selon une vision évolutionniste et simplificatrice : le « journaliste politique » est un publiciste engagé dans un journal d'opinion jusqu'à la seconde moitié du XIXe siècle. Au tournant du siècle suivant, le développement des entrepreneurs de presse et la consolidation de la liberté de la presse favorisent l'apparition du journalisme politique autonome travaillant dans un journal d'information. La professionnalisation de la communication politique conduit à développer l'« analyse politologique » dans les années 1960-1980 : l'usage des sondages d'opinion mobilisés comme ressource argumentative et le dévoilement des coulisses de la politique (dessous d’une prise de position, raisons du changement de « look » d'un candidat…) s'inscrit dans la rhétorique de l'« expertise critique » s'effectuant « à partir d'une posture de neutralité conférée par l'idéologie professionnelle (l'« objectivité ») ». Ce modèle « semble rencontrer des problèmes à partir du milieu des années 1990, du fait de la stagnation des audiences télévisées, de la crise économique des médias, de la rapidité des changements du jeu politique et de l'apparition de nouveaux acteurs. Progressivement apparait une confusion possible entre journalisme politique et show politique. On assiste à l'avènement d'un « journalisme de communication » dans le journalisme politique, caractérisé par un ciblage croissant des attentes des audiences, par des frontières floues entre discours journalistiques, paroles citoyennes et communications d'entreprises (en), par un renforcement de l'affichage de liens de « connivences » entre les rédactions et leurs publics, etc. ».